# 서중석 (역사가)
서중석(徐仲錫, 1948년 8월 25일 ~ )은 대한민국의 역사학자이다. '한국 현대사 박사 제1호'다.

## 생애
본관은 대구이며, 1948년 충청남도 논산군 연무읍에서 출생하였다. 서울대학교 사학과 4학년에 재학 중이던 1974년 유신 체제에 반대하는 학생운동을 하다가 민청학련 사건에 연루돼 옥고를 치렀다.
대한민국에서 한국현대사 분야로 처음 박사학위를 받았다. 동아일보사 《신동아》 기자와 성균관대학교 사학과 교수로 재직했고, 《역사비평》 편집주간, 역사문제연구소 소장, 이사장, 남북역사학자협의회 남측위원장, 아시아역사연대 상임공동대표 등을 맡았다. 현재 성균관대학교 명예교수, 역사문제연구소 이사 및 고문으로 있다. 1990년에 통과된 논문《해방 후 좌우합작에 의한 민족국가 건설운동 연구》는 현대사 연구로는 국사학계에서 처음으로 나온 박사학위 논문으로서 이 논문으로써 '한국 현대사 박사 제1호'를 기록했다.

## 학력
- 1967. 3. 서울대학교 문리대학 사학과 입학
- 1974. 3. 전국민주청년학생총연맹 사건으로 제적
- 1984. 8. 서울대학교 인문대학 국사학과 복학과 졸업
- 1984. 9～1987. 8. 연세대학교 대학원에서 석사학위 취득
- 1988. 3～1990. 8. 서울대학교 대학원에서 박사학위 취득

## 경력
- 1979. 2～1988. 9. 동아일보사 《신동아》 기자
- 1986. ～ 현재. 역사문제연구소 운영위원, 연구위원, 주간, 부소장, 이사, 소장, 이사장을 거쳐 이사 및 고문
- 1991. ～ 2013. 8. 성균관대학교 사학과 교수
- 1990. ～ 2013. 독립기념관 연구소 비상임 연구위원
- 1994. ～ 2009. 친일인명사전 편찬위원회 자문위원
- 2000. ～ 현재. 제주4.3사건진상규명및희생자명예회복위원회 위원
- 2001. ～ 2020년대[8]. 아시아평화와역사교육연대(옛 일본교과서바로잡기운동본부) 상임공동대표
- 2004. ～ 2010. (사)아시아평화와역사연구소 이사장
- 2004. ～ 2006. 일제강점하강제동원피해진상규명위원회 위원
- 2003. 10 ~ 2009. 10 국사편찬위원회 위원(14-15대)
- 2007. ～ 2013. 남북역사학자협의회 남측위원장
- 2005. ～ 2009. 문화재청 근대문화재분과 문화재위원[9]

## 저서
- [80년대 민중의 삶과 투쟁], 역사비평사, 1988
- [한국근현대의 민족문제연구], 지식산업사, 1989(연세대학교 석사학위논문 수정증보판 논문 포함)
- [한국현대민족운동연구: 해방후 민족국가 건설운동과 통일전선], 역사비평사, 1991(서울대학교 박사학위논문 수정증보판)
- [한국현대민족운동연구2: 1948-1950 민주주의 민족주의 그리고 반공주의], 역사비평사, 1996
- [조봉암과 1950년대 상.하], 역사비평사, 1999
- [남․북 협상 : 김규식의 길, 김구의 길], 한울, 2000
- [신흥무관학교와 망명자들], 역사비평사, 2001(2025년 개정증보판 출간)
- [비극의 현대 지도자 : 그들은 민족주의자인가 반민족주의자인가], 성균관대학교 출판부, 2002(2007년 일본어판 출간)
- [배반당한 한국 민족주의], 성균관대학교 출판부, 2004(2007년 영어판 출간)
- [이승만의 정치이데올로기], 역사비평사, 2005
- [사진과 그림으로 보는 한국 현대사], 웅진씽크빅, 2005(2013년 개정증보판, 2020년 개정증보 3판 출간)
- [한국현대사60년], 역사비평사, 2007(2008년부터 일본어, 영어, 중국어, 독일어, 불어판 출간)
- [이승만과 제1공화국 : 해방에서 4월혁명까지], 역사비평사, 2007
- [대한민국 선거이야기 : 1948 제헌선거에서 2007 대선까지], 역사비평사, 2008
- [지배자의 국가, 민중의 나라 : 한국 근현대사 100년의 재조명], 돌베개, 2010
- [6월 항쟁 : 1987년 민중운동의 장엄한 파노라마], 돌베개, 2011
- [서중석의 현대사이야기 1~20권], 오월의 봄, 2015~2020 (공저)
- [전환기 현대사의 역사상], 역사비평사, 2021

## 상훈
- 제16회 단재상 학술 부문[10]

## 같이 보기
- 역사문제연구소